# УМЗ-К
УМЗ-К —  російський універсальний мінний загороджувач (УМЗ), машина дистанційного мінування. Вона є подальшим розвитком машини аналогічного призначення УМЗ. Призначена для прискореного мінування місцевості протитанковими, протипіхотними, протидесантними мінами касетного спорядження типу КСФ, КПОМ, КПДМ, КПТМ.

## Загальні відомості
УМЗ-К на шасі КАМАЗ-63501 була вперше показана на форумі «Армия-2015». Але на форумі «Армия-2019» від НПК «Уралвагонзавод» було показано УМЗ-К який побудовано на основі броньовика з тривісним шасі «Астейс-70202-0000310». Машина при спорядженій масі 18,7 т має також шість установок с 180 касетами.
Станом на 8 серпня 2020 року машина проходила випробування.

## Технічні характеристики
На шасі КАМАЗ-63501 встановлені шість пускових установок. Кожна з них має шість напрямних, для касет споряджених мінами. За один вихід УМЗ-К може відстріляти 180 касет з різними типами мін: протипіхотними, протитанковими, протидесантними. Тобто, касети можуть бути з однотипними мінами або різними. Наприклад, частина касет з протипіхотними, а частина – протитанковими.
За один прохід УМЗ-К може розкидати міни в одну, дві, три смуги з проміжками між ними мінного поля. УМЗ-К має боєкомплект зі 180 касет (по 30 касет в 6 пакетах). Постійний кут підвищення касет складає плюс 50 градусів, вони також можуть обертатися на 90 градусів в горизонтальній площині. Швидкість мінування може складати до 40 км/год. Мінний загороджувач обладнаний радіостанцією, фільтровентиляційною установкою та приладом нічного бачення ПНВ-57Е. 
На повне завантаження боєкомплекту витрачається біля 1,5-2 години. Екіпаж - 2 людини.
У похідному стані УМЗ-К на може бути обладнаний тентом і відповідно в колоні не відрізняється від техніки, призначеної для перевезення особового складу і боєкомплекту.

## Касети
Касети дистанційного мінування це уніфіковані циліндри із дюралюмінію з накривкою, діаметром 148 мм і довжиною 480 мм. Вага касети залежить від типа спорядження і досягає 9 кг. Касети мають уніфіковану конструкцію. На дні закріплюється викидний заряд, який відповідає за викидання мін, і елементи електричного запалу. Решта об'єму металевого циліндра заповнюється мінами потрібного типу.
| Касета     | Кількість у касеті, шт. | Тип міни            | Дальність викиду, м | Боєкомплект, шт |
| ---------- | ----------------------- | ------------------- | ------------------- | --------------- |
| КСФ-1      | 72                      | ПФМ-1               | 30-35               | 12960           |
| КСФ-1С     | 64                      | ПФМ-1               | —                   | 11520           |
| КСФ-1С-0,5 | 36                      | ПФМ-1               | —                   |                 |
| КПОМ-2     | 4                       | ПОМ-2               | 120-140             | 720             |
| КСО-1      | 8                       | ПОМ-1               | —                   | 1440            |
| КТПМ       | 1-3                     | ПТМ-1; ПТМ-3; ПТМ-4 | —                   | 180-540         |
| КТДМ       | 1                       | ПДМ-4               | —                   |                 |